# Copa Colombia 2025
La Copa Colombia 2025, conocida como Copa BetPlay Dimayor 2025 por motivos de patrocinio, es la vigésimo tercera edición del torneo nacional de Copa organizado por la División Mayor del Fútbol Colombiano que enfrenta a los clubes de las categorías Primera A y Primera B del fútbol en Colombia. La competición inició el 28 de mayo y su culminación está prevista para el 12 de noviembre de 2025. El campeón tendrá garantizado un cupo en la Copa Sudamericana 2026.
Atlético Nacional es el vigente campeón de la Copa Colombia.

## Sistema de juego

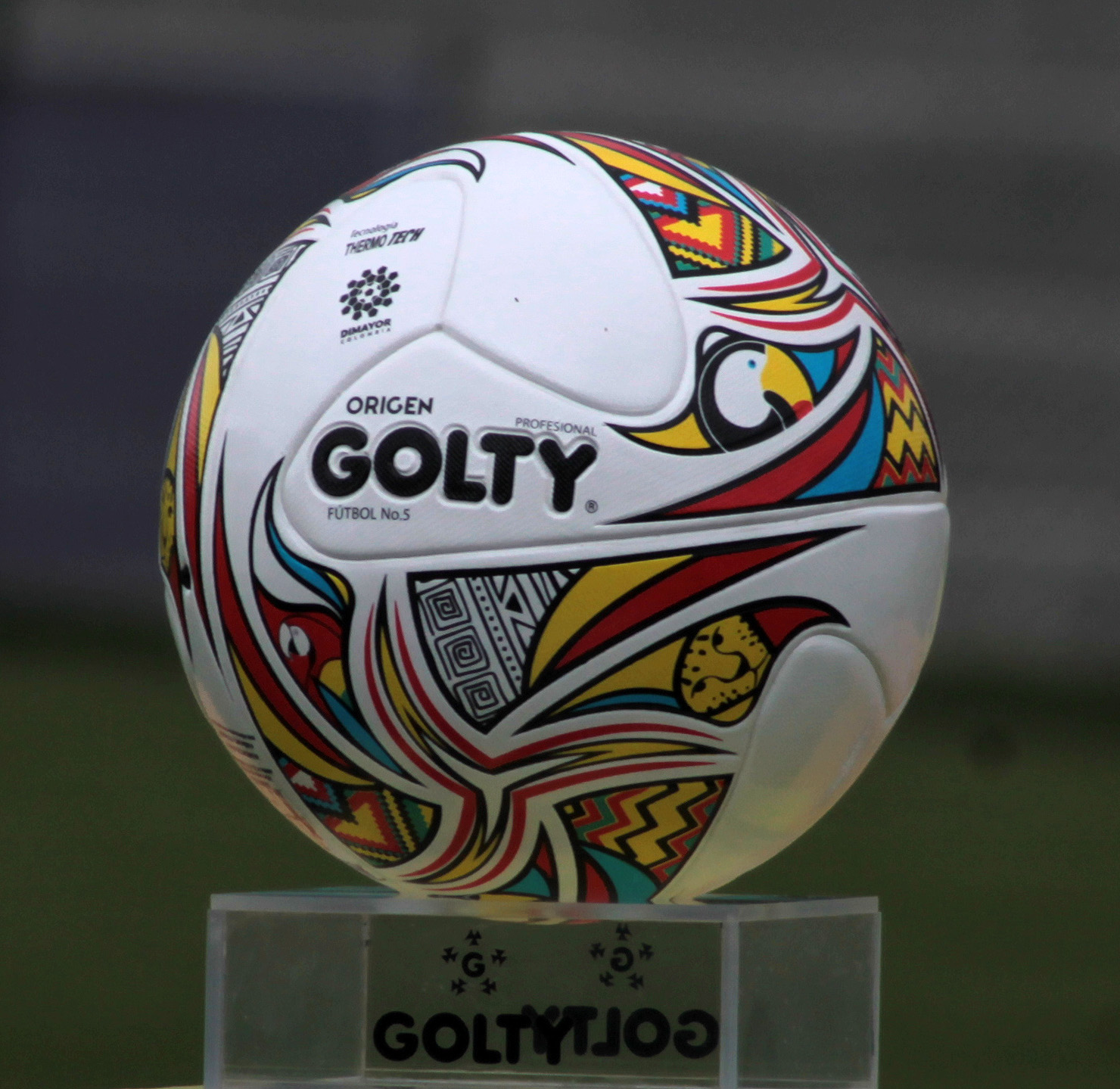
Origen, el balón oficial del fútbol colombiano en la temporada 2025.

El formato de la Copa Colombia cuenta con una modificación importante respecto a temporadas anteriores. La primera fase de la competición se dividió en dos partes: la Fase 1A donde compitieron los 20 equipos que no clasificaron a los cuadrangulares semifinales de los torneos Apertura de la Categoría Primera A y Primera B (12 de primera división y 8 de segunda), los cuales fueron divididos en cuatro grupos de cinco equipos donde los dos mejores de cada grupo avanzaron a la fase de octavos de final. 
Posteriormente, en la Fase 1B los 16 clubes que hayan clasificado a cuadrangulares en los torneos de primera y segunda división se enfrentarán en ocho llaves de eliminación directa para definir los restantes clasificados a octavos de final.
A partir de octavos de final, se seguirán disputando las habituales fases de eliminación directa (octavos, cuartos de final y semifinal) hasta llegar a la final.

## Equipos participantes
Estos son los equipos participantes para la edición de 2025 según su orden de aparición en el torneo.
| Fase 1A | Fase 1A |
| Categoría Primera A Puestos 9 al 20 de la fase todos contra todos del Torneo Apertura 2025 | Categoría Primera B Puestos 9 al 16 de la fase todos contra todos del Torneo Apertura 2025                                                  |
| --- | --- |
| - Atlético Bucaramanga - Alianza Valledupar - Deportivo Pasto - Deportivo Pereira - Deportivo Cali - Águilas Doradas - Llaneros - Fortaleza CEIF - Boyacá Chicó - Envigado F. C. - Unión Magdalena - La Equidad | - Itagüí Leones - Real Santander - Orsomarso - Deportes Quindío - Bogotá F. C. - Atlético F. C. - Barranquilla F. C. - Boca Juniors de Cali |

| Fase 1B | Fase 1B |
| Categoría Primera A Puestos 1 al 8 de la fase todos contra todos del Torneo Apertura 2025                                        | Categoría Primera B Puestos 1 al 8 de la fase todos contra todos del Torneo Apertura 2025                                            |
| --- | --- |
| - América de Cali - Millonarios - Junior - Deportes Tolima - Atlético Nacional - Santa Fe - Once Caldas - Independiente Medellín | - Jaguares - Patriotas - Internacional F. C. - Cúcuta Deportivo - Real Cundinamarca - Atlético Huila - Real Cartagena - Tigres F. C. |

## Primera fase
Para esta temporada la primera fase se dividió en Fase 1A y Fase 1B.

### Fase 1A
En esta fase participaron los 20 equipos que no clasificaron a los cuadrangulares semifinales de los torneos Apertura de la Primera A y Primera B, los cuales fueron distribuidos en cuatro grupos de cinco equipos (tres de primera división y dos de segunda) según la posición ocupada en la primera fase de sus respectivas ligas. En cada grupo los equipos jugaron cuatro partidos, dos como local y dos como visitante, con una fecha de descanso. Esta fase se disputó desde finales de mayo hasta mediados de junio y los dos primeros equipos de cada grupo avanzaron a los octavos de final.
|  |                                  |
|  | Clasificados a octavos de final. |
|  | Eliminados.                      |

#### Grupo A
| Pos. | Equipo               | Pts. | PJ | G | E | P | GF | GC | Dif. |  |
| ---- | -------------------- | ---- | -- | - | - | - | -- | -- | ---- |  |
| 1    | Atlético Bucaramanga | 10   | 4  | 3 | 1 | 0 | 8  | 5  | +3   |  |
| 2    | Deportes Quindío     | 7    | 4  | 2 | 1 | 1 | 6  | 5  | +1   |  |
| 3    | Boyacá Chicó         | 6    | 4  | 2 | 0 | 2 | 5  | 5  | 0    |  |
| 4    | Boca Juniors de Cali | 3    | 4  | 1 | 0 | 3 | 3  | 4  | −1   |  |
| 5    | Deportivo Cali       | 3    | 4  | 1 | 0 | 3 | 3  | 7  | −4   |  |

| Equipo / Jornada     | 1 | 2 | 3 | 4 | 5 |
| -------------------- | - | - | - | - | - |
| Atlético Bucaramanga | 3 | 1 | 1 | 1 | 1 |
| Deportes Quindío     | 1 | 4 | 2 | 2 | 2 |
| Boyacá Chicó         | 5 | 5 | 4 | 4 | 3 |
| Boca Juniors de Cali | 4 | 2 | 3 | 3 | 4 |
| Deportivo Cali       | 2 | 3 | 5 | 5 | 5 |

| Primera | Deportes Quindío            | 2 : 1 | Boyacá Chicó         | Centenario de Armenia     | 29 de mayo  | 16:00 | YouTube Win Sports       |
| Primera | Deportivo Cali              | 2 : 1 | Boca Juniors de Cali | Deportivo Cali            | 30 de mayo  | 19:00 | Win Sports y Win+ Fútbol |
| Primera | Libre: Atlético Bucaramanga |       |                      |                           |             |       |                          |
| Segunda | Atlético Bucaramanga        | 3 : 1 | Deportivo Cali       | Américo Montanini         | 2 de junio  | 18:00 | YouTube Win Sports       |
| Segunda | Boca Juniors de Cali        | 2 : 0 | Deportes Quindío     | Olímpico Pascual Guerrero | 3 de junio  | 14:00 | YouTube Win Sports       |
| Segunda | Libre: Boyacá Chicó         |       |                      |                           |             |       |                          |
| Tercera | Deportes Quindío            | 2 : 2 | Atlético Bucaramanga | Centenario de Armenia     | 6 de junio  | 19:00 | Win+ Fútbol              |
| Tercera | Boyacá Chicó                | 1 : 0 | Boca Juniors de Cali | La Independencia          | 7 de junio  | 18:00 | YouTube Win Sports       |
| Tercera | Libre: Deportivo Cali       |       |                      |                           |             |       |                          |
| Cuarta  | Deportivo Cali              | 0 : 2 | Deportes Quindío     | Deportivo Cali            | 9 de junio  | 20:05 | Win Sports y Win+ Fútbol |
| Cuarta  | Atlético Bucaramanga        | 3 : 2 | Boyacá Chicó         | Américo Montanini         | 10 de junio | 17:00 | Win+ Fútbol              |
| Cuarta  | Libre: Boca Juniors de Cali |       |                      |                           |             |       |                          |
| Quinta  | Boca Juniors de Cali        | 0 : 1 | Atlético Bucaramanga | Olímpico Pascual Guerrero | 13 de junio | 20:00 | Win Sports y Win+ Fútbol |
| Quinta  | Boyacá Chicó                | 1 : 0 | Deportivo Cali       | La Independencia          | 14 de junio | 15:00 | YouTube Win Sports       |
| Quinta  | Libre: Deportes Quindío     |       |                      |                           |             |       |                          |

#### Grupo B
| Pos. | Equipo             | Pts. | PJ | G | E | P | GF | GC | Dif. |  |
| ---- | ------------------ | ---- | -- | - | - | - | -- | -- | ---- |  |
| 1    | Envigado F. C.     | 10   | 4  | 3 | 1 | 0 | 8  | 4  | +4   |  |
| 2    | Alianza Valledupar | 8    | 4  | 2 | 2 | 0 | 10 | 5  | +5   |  |
| 3    | Águilas Doradas    | 6    | 4  | 2 | 0 | 2 | 3  | 7  | −4   |  |
| 4    | Barranquilla F. C. | 3    | 4  | 1 | 0 | 3 | 3  | 4  | −1   |  |
| 5    | Orsomarso          | 1    | 4  | 0 | 1 | 3 | 3  | 7  | −4   |  |

| Equipo / Jornada   | 1 | 2 | 3 | 4 | 5 |
| ------------------ | - | - | - | - | - |
| Envigado F. C.     | 1 | 3 | 1 | 1 | 1 |
| Alianza Valledupar | 3 | 1 | 2 | 3 | 2 |
| Águilas Doradas    | 2 | 4 | 4 | 2 | 3 |
| Barranquilla F. C. | 5 | 2 | 3 | 4 | 4 |
| Orsomarso          | 4 | 5 | 5 | 5 | 5 |

| Primera | Orsomarso                 | 0 : 1 | Envigado F. C.     | Municipal Raúl Miranda   | 30 de mayo  | 16:00 | YouTube Win Sports |
| Primera | Águilas Doradas           | 1 : 0 | Barranquilla F. C. | Alberto Grisales         | 31 de mayo  | 18:00 | YouTube Win Sports |
| Primera | Libre: Alianza Valledupar |       |                    |                          |             |       |                    |
| Segunda | Barranquilla F. C.        | 2 : 0 | Orsomarso          | Romelio Martínez         | 3 de junio  | 19:00 | Win+ Fútbol        |
| Segunda | Alianza Valledupar        | 4 : 0 | Águilas Doradas    | Armando Maestre Pavajeau | 4 de junio  | 16:15 | YouTube Win Sports |
| Segunda | Libre: Envigado F. C.     |       |                    |                          |             |       |                    |
| Tercera | Envigado F. C.            | 2 : 1 | Barranquilla F. C. | Polideportivo Sur        | 7 de junio  | 14:00 | Win Sports         |
| Tercera | Orsomarso                 | 2 : 2 | Alianza Valledupar | Municipal Raúl Miranda   | 8 de junio  | 14:00 | Win+ Fútbol        |
| Tercera | Libre: Águilas Doradas    |       |                    |                          |             |       |                    |
| Cuarta  | Alianza Valledupar        | 3 : 3 | Envigado F. C.     | Armando Maestre Pavajeau | 11 de junio | 16:00 | YouTube Win Sports |
| Cuarta  | Águilas Doradas           | 2 : 1 | Orsomarso          | Alberto Grisales         | 11 de junio | 18:00 | YouTube Win Sports |
| Cuarta  | Libre: Barranquilla F. C. |       |                    |                          |             |       |                    |
| Quinta  | Envigado F. C.            | 2 : 0 | Águilas Doradas    | Polideportivo Sur        | 15 de junio | 15:45 | Win+ Fútbol        |
| Quinta  | Barranquilla F. C.        | 0 : 1 | Alianza Valledupar | Romelio Martínez         | 15 de junio | 15:45 | YouTube Win Sports |
| Quinta  | Libre: Orsomarso          |       |                    |                          |             |       |                    |

#### Grupo C
| Pos. | Equipo          | Pts. | PJ | G | E | P | GF | GC | Dif. |  |
| ---- | --------------- | ---- | -- | - | - | - | -- | -- | ---- |  |
| 1    | Atlético F. C.  | 8    | 4  | 2 | 2 | 0 | 5  | 3  | +2   |  |
| 2    | Deportivo Pasto | 7    | 4  | 2 | 1 | 1 | 7  | 3  | +4   |  |
| 3    | Unión Magdalena | 5    | 4  | 1 | 2 | 1 | 3  | 3  | 0    |  |
| 4    | Llaneros        | 5    | 4  | 1 | 2 | 1 | 3  | 5  | −2   |  |
| 5    | Real Santander  | 1    | 4  | 0 | 1 | 3 | 4  | 8  | −4   |  |

| Equipo / Jornada | 1 | 2 | 3 | 4 | 5 |
| ---------------- | - | - | - | - | - |
| Atlético F. C.   | 2 | 1 | 1 | 2 | 1 |
| Deportivo Pasto  | 4 | 2 | 2 | 1 | 2 |
| Unión Magdalena  | 1 | 3 | 3 | 3 | 3 |
| Llaneros         | 3 | 4 | 5 | 4 | 4 |
| Real Santander   | 5 | 5 | 4 | 5 | 5 |

| Primera | Llaneros               | 1 : 1 | Atlético F. C.  | Bello Horizonte - Rey Pelé | 28 de mayo  | 16:00 | YouTube Win Sports |
| Primera | Real Santander         | 0 : 2 | Unión Magdalena | Villa Concha               | 29 de mayo  | 15:00 | Win+ Fútbol        |
| Primera | Libre: Deportivo Pasto |       |                 |                            |             |       |                    |
| Segunda | Atlético F. C.         | 3 : 2 | Real Santander  | Olímpico Pascual Guerrero  | 1 de junio  | 15:00 | YouTube Win Sports |
| Segunda | Deportivo Pasto        | 3 : 0 | Llaneros        | Departamental Libertad     | 2 de junio  | 18:00 | YouTube Win Sports |
| Segunda | Libre: Unión Magdalena |       |                 |                            |             |       |                    |
| Tercera | Unión Magdalena        | 0 : 0 | Atlético F. C.  | Sierra Nevada              | 5 de junio  | 16:00 | YouTube Win Sports |
| Tercera | Real Santander         | 1 : 1 | Deportivo Pasto | Villa Concha               | 5 de junio  | 16:00 | YouTube Win Sports |
| Tercera | Libre: Llaneros        |       |                 |                            |             |       |                    |
| Cuarta  | Llaneros               | 2 : 1 | Real Santander  | Bello Horizonte - Rey Pelé | 9 de junio  | 16:00 | Win+ Fútbol        |
| Cuarta  | Deportivo Pasto        | 3 : 1 | Unión Magdalena | Departamental Libertad     | 11 de junio | 19:00 | YouTube Win Sports |
| Cuarta  | Libre: Atlético F. C.  |       |                 |                            |             |       |                    |
| Quinta  | Atlético F. C.         | 1 : 0 | Deportivo Pasto | Olímpico Pascual Guerrero  | 14 de junio | 20:10 | Win+ Fútbol        |
| Quinta  | Unión Magdalena        | 0 : 0 | Llaneros        | Sierra Nevada              | 15 de junio | 16:00 | YouTube Win Sports |
| Quinta  | Libre: Real Santander  |       |                 |                            |             |       |                    |

#### Grupo D
| Pos. | Equipo            | Pts. | PJ | G | E | P | GF | GC | Dif. |  |
| ---- | ----------------- | ---- | -- | - | - | - | -- | -- | ---- |  |
| 1    | Deportivo Pereira | 8    | 4  | 2 | 2 | 0 | 7  | 2  | +5   |  |
| 2    | Fortaleza CEIF    | 8    | 4  | 2 | 2 | 0 | 5  | 1  | +4   |  |
| 3    | Bogotá F. C.      | 4    | 4  | 1 | 1 | 2 | 2  | 6  | −4   |  |
| 4    | Itagüí Leones     | 3    | 4  | 0 | 3 | 1 | 4  | 5  | −1   |  |
| 5    | La Equidad        | 3    | 4  | 1 | 0 | 3 | 3  | 7  | −4   |  |

| Equipo / Jornada  | 1 | 2 | 3 | 4 | 5 |
| ----------------- | - | - | - | - | - |
| Deportivo Pereira | 3 | 3 | 4 | 1 | 1 |
| Fortaleza CEIF    | 1 | 1 | 1 | 2 | 2 |
| Bogotá F. C.      | 5 | 5 | 2 | 3 | 3 |
| Itagüí Leones     | 4 | 4 | 5 | 4 | 4 |
| La Equidad        | 2 | 2 | 3 | 5 | 5 |

| Primera | Itagüí Leones            | 1 : 2 | La Equidad        | Metropolitano Ciudad de Itagüí | 28 de mayo  | 15:00 | Win+ Fútbol              |
| Primera | Fortaleza CEIF           | 2 : 0 | Bogotá F. C.      | Metropolitano de Techo         | 30 de mayo  | 16:00 | Win+ Fútbol              |
| Primera | Libre: Deportivo Pereira |       |                   |                                |             |       |                          |
| Segunda | Deportivo Pereira        | 0 : 0 | Fortaleza CEIF    | Hernán Ramírez Villegas        | 2 de junio  | 20:15 | Win Sports y Win+ Fútbol |
| Segunda | Bogotá F. C.             | 0 : 0 | Itagüí Leones     | Metropolitano de Techo         | 3 de junio  | 16:00 | Win+ Fútbol              |
| Segunda | Libre: La Equidad        |       |                   |                                |             |       |                          |
| Tercera | La Equidad               | 1 : 2 | Bogotá F. C.      | Metropolitano de Techo         | 7 de junio  | 19:00 | YouTube Win Sports       |
| Tercera | Itagüí Leones            | 2 : 2 | Deportivo Pereira | Metropolitano Ciudad de Itagüí | 7 de junio  | 20:20 | Win Sports y Win+ Fútbol |
| Tercera | Libre: Fortaleza CEIF    |       |                   |                                |             |       |                          |
| Cuarta  | Deportivo Pereira        | 2 : 0 | La Equidad        | Hernán Ramírez Villegas        | 11 de junio | 19:00 | YouTube Win Sports       |
| Cuarta  | Fortaleza CEIF           | 1 : 1 | Itagüí Leones     | Metropolitano de Techo         | 12 de junio | 15:00 | Win+ Fútbol              |
| Cuarta  | Libre: Bogotá F. C.      |       |                   |                                |             |       |                          |
| Quinta  | La Equidad               | 0 : 2 | Fortaleza CEIF    | Metropolitano de Techo         | 15 de junio | 15:00 | YouTube Win Sports       |
| Quinta  | Bogotá F. C.             | 0 : 3 | Deportivo Pereira | Metropolitano de Techo         | 16 de junio | 15:00 | Win+ Fútbol              |
| Quinta  | Libre: Itagüí Leones     |       |                   |                                |             |       |                          |

### Fase 1B
En esta fase, los ocho equipos clasificados a los cuadrangulares semifinales del torneo Apertura de primera división se enfrentan a los ocho equipos clasificados a los cuadrangulares del torneo de segunda división en ocho llaves a partidos de ida y vuelta, las cuales se formaron según la ubicación de los clubes en las tablas de las respectivas ligas: el primero de la Primera A se enfrenta al octavo de la Primera B, el segundo de la categoría A al séptimo de la B y así sucesivamente. Esta fase se disputará entre finales de julio e inicios de agosto y los ocho ganadores se unirán a los ocho clasificados de la fase 1A en los octavos de final.
| Fechas                     | Local ida              | Global       | Local vuelta        | Ida | Vuelta | Llave |
| -------------------------- | ---------------------- | ------------ | ------------------- | --- | ------ | ----- |
| 31 de julio y 7 de agosto  | Independiente Medellín | 2:1          | Jaguares            | 1:1 | 1:0    | A     |
| 29 de julio y 5 de agosto  | Santa Fe               | 2:0          | Internacional F. C. | 2:0 | 0:0    | B     |
| 29 de julio y 13 de agosto | Deportes Tolima        | 1:3          | Real Cundinamarca   | 1:2 | 0:1    | C     |
| 31 de julio y 26 de agosto | Millonarios            | vs.          | Real Cartagena      | 3:1 |        | D     |
| 29 de julio y 6 de agosto  | América de Cali        | 6:0          | Tigres F. C.        | 5:0 | 1:0    | E     |
| 29 de julio y 6 de agosto  | Junior                 | 3:3 (4:2 p.) | Atlético Huila      | 2:2 | 1:1    | F     |
| 29 de julio y 5 de agosto  | Atlético Nacional      | 4:0          | Cúcuta Deportivo    | 1:0 | 3:0    | G     |
| 30 de julio y 22 de agosto | Once Caldas            | vs.          | Patriotas           | 6:0 |        | H     |

## Fase final

### Cuadro de desarrollo
|  | Octavos de final                                                                    | Octavos de final                                                                    | Octavos de final                                                                    | Octavos de final                                                                    |  |  | Cuartos de final                             | Cuartos de final                             | Cuartos de final                             | Cuartos de final                             |  |  | Semifinales                               | Semifinales                               | Semifinales                               | Semifinales                               |  |  | Final                                         | Final                                         | Final                                         | Final                                         |  |
|  | 26 de agosto a fecha por definir (ida) 2 de septiembre a fecha por definir (vuelta) | 26 de agosto a fecha por definir (ida) 2 de septiembre a fecha por definir (vuelta) | 26 de agosto a fecha por definir (ida) 2 de septiembre a fecha por definir (vuelta) | 26 de agosto a fecha por definir (ida) 2 de septiembre a fecha por definir (vuelta) |  |  | 10 de septiembre (ida) 1 de octubre (vuelta) | 10 de septiembre (ida) 1 de octubre (vuelta) | 10 de septiembre (ida) 1 de octubre (vuelta) | 10 de septiembre (ida) 1 de octubre (vuelta) |  |  | 8 de octubre (ida) 15 de octubre (vuelta) | 8 de octubre (ida) 15 de octubre (vuelta) | 8 de octubre (ida) 15 de octubre (vuelta) | 8 de octubre (ida) 15 de octubre (vuelta) |  |  | 5 de noviembre (ida) 12 de noviembre (vuelta) | 5 de noviembre (ida) 12 de noviembre (vuelta) | 5 de noviembre (ida) 12 de noviembre (vuelta) | 5 de noviembre (ida) 12 de noviembre (vuelta) |  |
|  |                                                                                     |                                                                                     |                                                                                     |                                                                                     |  |  |                                              |                                              |                                              |                                              |  |  |                                           |                                           |                                           |                                           |  |  |                                               |                                               |                                               |                                               |  |
|  |                                                                                     |                                                                                     |                                                                                     |                                                                                     |  |  |                                              |                                              |                                              |                                              |  |  |                                           |                                           |                                           |                                           |  |  |                                               |                                               |                                               |                                               |  |
|  | Independiente Medellín                                                              |                                                                                     |                                                                                     |                                                                                     |  |  |                                              |                                              |                                              |                                              |  |  |                                           |                                           |                                           |                                           |  |  |                                               |                                               |                                               |                                               |  |
|  |                                                                                     |                                                                                     |                                                                                     |                                                                                     |  |  |                                              |                                              |                                              |                                              |  |  |                                           |                                           |                                           |                                           |  |  |                                               |                                               |                                               |                                               |  |
|  | Fortaleza CEIF                                                                      |                                                                                     |                                                                                     |                                                                                     |  |  |                                              |                                              |                                              |                                              |  |  |                                           |                                           |                                           |                                           |  |  |                                               |                                               |                                               |                                               |  |
|  |                                                                                     | Bandera de ?                                                                        |                                                                                     |                                                                                     |  |  |                                              |                                              |                                              |                                              |  |  |                                           |                                           |                                           |                                           |  |  |                                               |                                               |                                               |                                               |  |
|  |                                                                                     |                                                                                     |                                                                                     |                                                                                     |  |  |                                              |                                              |                                              |                                              |  |  |                                           |                                           |                                           |                                           |  |  |                                               |                                               |                                               |                                               |  |
|  |                                                                                     |                                                                                     | Bandera de ?                                                                        |                                                                                     |  |  |                                              |                                              |                                              |                                              |  |  |                                           |                                           |                                           |                                           |  |  |                                               |                                               |                                               |                                               |  |
|  | Santa Fe                                                                            |                                                                                     |                                                                                     |                                                                                     |  |  |                                              |                                              |                                              |                                              |  |  |                                           |                                           |                                           |                                           |  |  |                                               |                                               |                                               |                                               |  |
|  |                                                                                     |                                                                                     |                                                                                     |                                                                                     |  |  |                                              |                                              |                                              |                                              |  |  |                                           |                                           |                                           |                                           |  |  |                                               |                                               |                                               |                                               |  |
|  | Alianza Valledupar                                                                  |                                                                                     |                                                                                     |                                                                                     |  |  |                                              |                                              |                                              |                                              |  |  |                                           |                                           |                                           |                                           |  |  |                                               |                                               |                                               |                                               |  |
|  |                                                                                     |                                                                                     |                                                                                     |                                                                                     |  |  |                                              | Bandera de ?                                 |                                              |                                              |  |  |                                           |                                           |                                           |                                           |  |  |                                               |                                               |                                               |                                               |  |
|  |                                                                                     |                                                                                     |                                                                                     |                                                                                     |  |  |                                              |                                              |                                              |                                              |  |  |                                           |                                           |                                           |                                           |  |  |                                               |                                               |                                               |                                               |  |
|  |                                                                                     |                                                                                     | Bandera de ?                                                                        |                                                                                     |  |  |                                              |                                              |                                              |                                              |  |  |                                           |                                           |                                           |                                           |  |  |                                               |                                               |                                               |                                               |  |
|  | Real Cundinamarca                                                                   |                                                                                     |                                                                                     |                                                                                     |  |  |                                              |                                              |                                              |                                              |  |  |                                           |                                           |                                           |                                           |  |  |                                               |                                               |                                               |                                               |  |
|  |                                                                                     |                                                                                     |                                                                                     |                                                                                     |  |  |                                              |                                              |                                              |                                              |  |  |                                           |                                           |                                           |                                           |  |  |                                               |                                               |                                               |                                               |  |
|  | Deportivo Pereira                                                                   |                                                                                     |                                                                                     |                                                                                     |  |  |                                              |                                              |                                              |                                              |  |  |                                           |                                           |                                           |                                           |  |  |                                               |                                               |                                               |                                               |  |
|  |                                                                                     | Bandera de ?                                                                        |                                                                                     |                                                                                     |  |  |                                              |                                              |                                              |                                              |  |  |                                           |                                           |                                           |                                           |  |  |                                               |                                               |                                               |                                               |  |
|  |                                                                                     |                                                                                     |                                                                                     |                                                                                     |  |  |                                              |                                              |                                              |                                              |  |  |                                           |                                           |                                           |                                           |  |  |                                               |                                               |                                               |                                               |  |
|  |                                                                                     |                                                                                     | Bandera de ?                                                                        |                                                                                     |  |  |                                              |                                              |                                              |                                              |  |  |                                           |                                           |                                           |                                           |  |  |                                               |                                               |                                               |                                               |  |
|  | Ganador Llave D Fase 1B                                                             |                                                                                     |                                                                                     |                                                                                     |  |  |                                              |                                              |                                              |                                              |  |  |                                           |                                           |                                           |                                           |  |  |                                               |                                               |                                               |                                               |  |
|  |                                                                                     |                                                                                     |                                                                                     |                                                                                     |  |  |                                              |                                              |                                              |                                              |  |  |                                           |                                           |                                           |                                           |  |  |                                               |                                               |                                               |                                               |  |
|  | Envigado F. C.                                                                      |                                                                                     |                                                                                     |                                                                                     |  |  |                                              |                                              |                                              |                                              |  |  |                                           |                                           |                                           |                                           |  |  |                                               |                                               |                                               |                                               |  |
|  |                                                                                     |                                                                                     |                                                                                     |                                                                                     |  |  |                                              |                                              |                                              |                                              |  |  |                                           | Bandera de ?                              |                                           |                                           |  |  |                                               |                                               |                                               |                                               |  |
|  |                                                                                     |                                                                                     |                                                                                     |                                                                                     |  |  |                                              |                                              |                                              |                                              |  |  |                                           |                                           |                                           |                                           |  |  |                                               |                                               |                                               |                                               |  |
|  |                                                                                     |                                                                                     | Bandera de ?                                                                        |                                                                                     |  |  |                                              |                                              |                                              |                                              |  |  |                                           |                                           |                                           |                                           |  |  |                                               |                                               |                                               |                                               |  |
|  | América de Cali                                                                     |                                                                                     |                                                                                     |                                                                                     |  |  |                                              |                                              |                                              |                                              |  |  |                                           |                                           |                                           |                                           |  |  |                                               |                                               |                                               |                                               |  |
|  |                                                                                     |                                                                                     |                                                                                     |                                                                                     |  |  |                                              |                                              |                                              |                                              |  |  |                                           |                                           |                                           |                                           |  |  |                                               |                                               |                                               |                                               |  |
|  | Atlético Bucaramanga                                                                |                                                                                     |                                                                                     |                                                                                     |  |  |                                              |                                              |                                              |                                              |  |  |                                           |                                           |                                           |                                           |  |  |                                               |                                               |                                               |                                               |  |
|  |                                                                                     | Bandera de ?                                                                        |                                                                                     |                                                                                     |  |  |                                              |                                              |                                              |                                              |  |  |                                           |                                           |                                           |                                           |  |  |                                               |                                               |                                               |                                               |  |
|  |                                                                                     |                                                                                     |                                                                                     |                                                                                     |  |  |                                              |                                              |                                              |                                              |  |  |                                           |                                           |                                           |                                           |  |  |                                               |                                               |                                               |                                               |  |
|  |                                                                                     |                                                                                     | Bandera de ?                                                                        |                                                                                     |  |  |                                              |                                              |                                              |                                              |  |  |                                           |                                           |                                           |                                           |  |  |                                               |                                               |                                               |                                               |  |
|  | Atlético F. C.                                                                      |                                                                                     |                                                                                     |                                                                                     |  |  |                                              |                                              |                                              |                                              |  |  |                                           |                                           |                                           |                                           |  |  |                                               |                                               |                                               |                                               |  |
|  |                                                                                     |                                                                                     |                                                                                     |                                                                                     |  |  |                                              |                                              |                                              |                                              |  |  |                                           |                                           |                                           |                                           |  |  |                                               |                                               |                                               |                                               |  |
|  | Junior                                                                              |                                                                                     |                                                                                     |                                                                                     |  |  |                                              |                                              |                                              |                                              |  |  |                                           |                                           |                                           |                                           |  |  |                                               |                                               |                                               |                                               |  |
|  |                                                                                     |                                                                                     |                                                                                     |                                                                                     |  |  |                                              | Bandera de ?                                 |                                              |                                              |  |  |                                           |                                           |                                           |                                           |  |  |                                               |                                               |                                               |                                               |  |
|  |                                                                                     |                                                                                     |                                                                                     |                                                                                     |  |  |                                              |                                              |                                              |                                              |  |  |                                           |                                           |                                           |                                           |  |  |                                               |                                               |                                               |                                               |  |
|  |                                                                                     |                                                                                     | Bandera de ?                                                                        |                                                                                     |  |  |                                              |                                              |                                              |                                              |  |  |                                           |                                           |                                           |                                           |  |  |                                               |                                               |                                               |                                               |  |
|  | Deportes Quindío                                                                    |                                                                                     |                                                                                     |                                                                                     |  |  |                                              |                                              |                                              |                                              |  |  |                                           |                                           |                                           |                                           |  |  |                                               |                                               |                                               |                                               |  |
|  |                                                                                     |                                                                                     |                                                                                     |                                                                                     |  |  |                                              |                                              |                                              |                                              |  |  |                                           |                                           |                                           |                                           |  |  |                                               |                                               |                                               |                                               |  |
|  | Atlético Nacional                                                                   |                                                                                     |                                                                                     |                                                                                     |  |  |                                              |                                              |                                              |                                              |  |  |                                           |                                           |                                           |                                           |  |  |                                               |                                               |                                               |                                               |  |
|  |                                                                                     | Bandera de ?                                                                        |                                                                                     |                                                                                     |  |  |                                              |                                              |                                              |                                              |  |  |                                           |                                           |                                           |                                           |  |  |                                               |                                               |                                               |                                               |  |
|  |                                                                                     |                                                                                     |                                                                                     |                                                                                     |  |  |                                              |                                              |                                              |                                              |  |  |                                           |                                           |                                           |                                           |  |  |                                               |                                               |                                               |                                               |  |
|  |                                                                                     |                                                                                     | Bandera de ?                                                                        |                                                                                     |  |  |                                              |                                              |                                              |                                              |  |  |                                           |                                           |                                           |                                           |  |  |                                               |                                               |                                               |                                               |  |
|  | Ganador Llave H Fase 1B                                                             |                                                                                     |                                                                                     |                                                                                     |  |  |                                              |                                              |                                              |                                              |  |  |                                           |                                           |                                           |                                           |  |  |                                               |                                               |                                               |                                               |  |
|  |                                                                                     |                                                                                     |                                                                                     |                                                                                     |  |  |                                              |                                              |                                              |                                              |  |  |                                           |                                           |                                           |                                           |  |  |                                               |                                               |                                               |                                               |  |
|  | Deportivo Pasto                                                                     |                                                                                     |                                                                                     |                                                                                     |  |  |                                              |                                              |                                              |                                              |  |  |                                           |                                           |                                           |                                           |  |  |                                               |                                               |                                               |                                               |  |
|  |                                                                                     |                                                                                     |                                                                                     |                                                                                     |  |  |                                              |                                              |                                              |                                              |  |  |                                           |                                           |                                           |                                           |  |  |                                               |                                               |                                               |                                               |  |
|  |                                                                                     |                                                                                     |                                                                                     |                                                                                     |  |  |                                              |                                              |                                              |                                              |  |  |                                           |                                           |                                           |                                           |  |  |                                               |                                               |                                               |                                               |  |

- Nota: La localía de las llaves dependerá de la categoría de los equipos enfrentados: si compiten en la misma categoría (Primera A o Primera B), el equipo mejor ubicado en la tabla de reclasificación de la respectiva liga al final del primer semestre será local en el partido de vuelta, pero si son de categorías diferentes, el equipo de la categoría B será local en el partido de vuelta.[11] En cada llave, el equipo que ocupa la primera línea será local en el partido de vuelta.

- En adelante, la hora de cada encuentro corresponde a la hora legal de Colombia (UTC-5).

### Octavos de final
En esta fase los ocho equipos clasificados de la fase 1A se enfrentarán a los ocho ganadores de la fase 1B en ocho llaves a partidos de ida y vuelta, donde los ganadores avanzarán a los cuartos de final. Esta fase de la competición se disputará en el mes de agosto.
| 27 de agosto | Fortaleza CEIF | vs. | Independiente Medellín | Estadio Metropolitano de Techo, Bogotá |             |
| 15:00        |                |     |                        | Árbitro(s):                            | Árbitro(s): |

| 3 de septiembre | Independiente Medellín | vs. | Fortaleza CEIF | Estadio Atanasio Girardot, Medellín |             |
| 19:30           |                        |     |                | Árbitro(s):                         | Árbitro(s): |

| 28 de agosto | Alianza Valledupar | vs. | Santa Fe | Estadio Armando Maestre Pavajeau, Valledupar |             |
| 16:00        |                    |     |          | Árbitro(s):                                  | Árbitro(s): |

| 9 de septiembre | Santa Fe | vs. | Alianza Valledupar | Estadio El Campín, Bogotá |             |
| 20:30           |          |     |                    | Árbitro(s):               | Árbitro(s): |

| 26 de agosto | Deportivo Pereira | vs. | Real Cundinamarca | Estadio Hernán Ramírez Villegas, Pereira |             |
| 19:00        |                   |     |                   | Árbitro(s):                              | Árbitro(s): |

| 2 de septiembre | Real Cundinamarca | vs. | Deportivo Pereira | Estadio Metropolitano de Techo, Bogotá |             |
| 19:00           |                   |     |                   | Árbitro(s):                            | Árbitro(s): |

|  | Envigado F. C. | vs. | Ganador Llave D Fase 1B | Estadio Polideportivo Sur, Envigado |  |
|  |                |     |                         | Árbitro(s):                         |  |

|  | Ganador Llave D Fase 1B | vs. | Envigado F. C. |             |  |
|  |                         |     |                | Árbitro(s): |  |

| 27 de agosto | Atlético Bucaramanga | vs. | América de Cali | Estadio Américo Montanini, Bucaramanga |             |
| 18:30        |                      |     |                 | Árbitro(s):                            | Árbitro(s): |

| 3 de septiembre | América de Cali | vs. | Atlético Bucaramanga | Estadio Pascual Guerrero, Cali |             |
| 17:15           |                 |     |                      | Árbitro(s):                    | Árbitro(s): |

| 26 de agosto | Junior | vs. | Atlético F. C. | Estadio Metropolitano Roberto Meléndez, Barranquilla |             |
| 18:30        |        |     |                | Árbitro(s):                                          | Árbitro(s): |

| 2 de septiembre | Atlético F. C. | vs. | Junior | Estadio Pascual Guerrero, Cali |             |
| 19:30           |                |     |        | Árbitro(s):                    | Árbitro(s): |

| 27 de agosto | Atlético Nacional | vs. | Deportes Quindío | Estadio Atanasio Girardot, Medellín |             |
| 20:30        |                   |     |                  | Árbitro(s):                         | Árbitro(s): |

| 3 de septiembre | Deportes Quindío | vs. | Atlético Nacional | Estadio Centenario, Armenia |             |
| 19:45           |                  |     |                   | Árbitro(s):                 | Árbitro(s): |

|  | Deportivo Pasto | vs. | Ganador Llave H Fase 1B | Estadio Departamental Libertad, Pasto |  |
|  |                 |     |                         | Árbitro(s):                           |  |

|  | Ganador Llave H Fase 1B | vs. | Deportivo Pasto |             |  |
|  |                         |     |                 | Árbitro(s): |  |

## Estadísticas

### Tabla general
| Pos.                                        | Equipos                   | PJ | PG | PE | PP | GF | GC | Dif. | Pts. | Rend.  |
| ------------------------------------------- | ------------------------- | -- | -- | -- | -- | -- | -- | ---- | ---- | ------ |
| 1.                                          | Envigado F. C.            | 4  | 3  | 1  | 0  | 8  | 4  | 4    | 10   | 83.3 % |
| 2.                                          | Atlético Bucaramanga      | 4  | 3  | 1  | 0  | 8  | 5  | 3    | 10   | 83.3 % |
| 3.                                          | Alianza Valledupar        | 4  | 2  | 2  | 0  | 10 | 5  | 5    | 8    | 66.7 % |
| 4.                                          | Deportivo Pereira         | 4  | 2  | 2  | 0  | 7  | 2  | 5    | 8    | 66.7 % |
| 5.                                          | Fortaleza CEIF            | 4  | 2  | 2  | 0  | 5  | 1  | 4    | 8    | 66.7 % |
| 6.                                          | Atlético F. C.            | 4  | 2  | 2  | 0  | 5  | 3  | 2    | 8    | 66.7 % |
| 7.                                          | Deportivo Pasto           | 4  | 2  | 1  | 1  | 7  | 3  | 4    | 7    | 58.3 % |
| 8.                                          | Deportes Quindío          | 4  | 2  | 1  | 1  | 6  | 5  | 1    | 7    | 58.3 % |
| 9.                                          | América de Cali(n)        | 2  | 2  | 0  | 0  | 6  | 0  | 6    | 6    | 100 %  |
| 10.                                         | Atlético Nacional(n)      | 2  | 2  | 0  | 0  | 4  | 0  | 4    | 6    | 100 %  |
| 11.                                         | Real Cundinamarca(n)      | 2  | 2  | 0  | 0  | 3  | 1  | 2    | 6    | 100 %  |
| 12.                                         | Santa Fe(n)               | 2  | 1  | 1  | 0  | 2  | 0  | 2    | 4    | 66.7 % |
| 13.                                         | Independiente Medellín(n) | 2  | 1  | 1  | 0  | 2  | 1  | 1    | 4    | 66.7 % |
| 14.                                         | Junior(n)                 | 2  | 0  | 2  | 0  | 3  | 3  | 0    | 2    | 33.3 % |
| 15.                                         | Boyacá Chicó              | 4  | 2  | 0  | 2  | 5  | 5  | 0    | 6    | 50 %   |
| 16.                                         | Águilas Doradas           | 4  | 2  | 0  | 2  | 3  | 7  | –4   | 6    | 50 %   |
| 17.                                         | Unión Magdalena           | 4  | 1  | 2  | 1  | 3  | 3  | 0    | 5    | 41.7 % |
| 18.                                         | Llaneros                  | 4  | 1  | 2  | 1  | 3  | 5  | –2   | 5    | 41.7 % |
| 19.                                         | Bogotá F. C.              | 4  | 1  | 1  | 2  | 2  | 6  | –4   | 4    | 33.3 % |
| 20.                                         | Itagüí Leones             | 4  | 1  | 0  | 3  | 4  | 5  | –1   | 3    | 25 %   |
| 21.                                         | Barranquilla F. C.        | 4  | 1  | 0  | 3  | 3  | 4  | –1   | 3    | 25 %   |
| 22.                                         | Boca Juniors de Cali      | 4  | 1  | 0  | 3  | 3  | 4  | –1   | 3    | 25 %   |
| 23.                                         | Deportivo Cali            | 4  | 1  | 0  | 3  | 3  | 7  | –4   | 3    | 25 %   |
| 24.                                         | La Equidad                | 4  | 1  | 0  | 3  | 3  | 7  | –4   | 3    | 25 %   |
| 25.                                         | Real Santander            | 4  | 0  | 1  | 3  | 4  | 8  | –4   | 1    | 8.3 %  |
| 26.                                         | Orsomarso                 | 4  | 0  | 1  | 3  | 3  | 7  | –4   | 1    | 8.3 %  |
| 27.                                         | Once Caldas(n)            | 1  | 1  | 0  | 0  | 6  | 0  | 6    | 3    | 100 %  |
| 28.                                         | Millonarios(n)            | 1  | 1  | 0  | 0  | 3  | 1  | 2    | 3    | 100 %  |
| 29.                                         | Atlético Huila(n)         | 2  | 0  | 2  | 0  | 3  | 3  | 0    | 2    | 33.3 % |
| 30.                                         | Jaguares(n)               | 2  | 0  | 1  | 1  | 1  | 2  | –1   | 1    | 16.7 % |
| 31.                                         | Internacional F. C.(n)    | 2  | 0  | 1  | 1  | 0  | 2  | –2   | 1    | 16.7 % |
| 32.                                         | Deportes Tolima(n)        | 2  | 0  | 0  | 2  | 1  | 3  | –2   | 0    | 0 %    |
| 33.                                         | Real Cartagena(n)         | 1  | 0  | 0  | 1  | 1  | 3  | –2   | 0    | 0 %    |
| 34.                                         | Cúcuta Deportivo(n)       | 2  | 0  | 0  | 2  | 0  | 4  | –4   | 0    | 0 %    |
| 35.                                         | Patriotas(n)              | 1  | 0  | 0  | 1  | 0  | 6  | –6   | 0    | 0 %    |
| 36.                                         | Tigres F. C.(n)           | 2  | 0  | 0  | 2  | 0  | 6  | –6   | 0    | 0 %    |
| Última actualización: 13 de agosto de 2025. |                           |    |    |    |    |    |    |      |      |        |

Nota:  América de Cali, Millonarios, Junior, Deportes Tolima, Atlético Nacional, Santa Fe, Once Caldas, Independiente Medellín, Jaguares, Patriotas, Internacional F. C., Cúcuta Deportivo, Real Cundinamarca, Atlético Huila, Real Cartagena, Tigres F. C. comenzaron en la Fase 1B, por lo que jugaron menos partidos que el resto de equipos.
|  |                                                 |
|  | Campeón. (Clasificado a Copa Sudamericana 2026) |
|  | Finalista.                                      |
|  | Clasificados a semifinales.                     |
|  | Clasificados a cuartos de final.                |
|  | Clasificados a octavos de final.                |
|  | Participantes en la Fase 1B.                    |
|  | Eliminados en la Fase 1A.                       |

### Goleadores
| Jugador                                    | Equipo               | Goles |
| ------------------------------------------ | -------------------- | ----- |
| Daniel Arcila                              | Envigado F. C.       | 4     |
| Jairo Molina                               | Boyacá Chicó         | 3     |
| Juan Bautista Farías                       | Atlético F. C.       | 3     |
| Jeison Andrés Osorio                       | Alianza Valledupar   | 2     |
| Yojan Garcés                               | América de Cali      | 2     |
| Luciano Pons                               | Atlético Bucaramanga | 2     |
| Juan Camilo Mosquera                       | Atlético Bucaramanga | 2     |
| Sleyther Lora                              | Atlético Huila       | 2     |
| Javier Arturo Ortiz                        | Barranquilla F. C.   | 2     |
| Christian Huérfano                         | Bogotá F. C.         | 2     |
| Juan Camilo Chala                          | Deportes Quindío     | 2     |
| Andrey Estupiñán                           | Deportivo Cali       | 2     |
| Patrick Preciado                           | Deportivo Pasto      | 2     |
| Carlos Darwin Quintero                     | Deportivo Pereira    | 2     |
| Rubilio Castillo                           | Deportivo Pereira    | 2     |
| Kelvin Flórez                              | Fortaleza CEIF       | 2     |
| Luis Alejandro Ceballos                    | Itagüí Leones        | 2     |
| Fabián Chaverra                            | La Equidad           | 2     |
| Beckham Castro                             | Millonarios          | 2     |
| Dayro Moreno                               | Once Caldas          | 2     |
| Juan David Rueda                           | Real Santander       | 2     |
| Cristian Iguarán                           | Unión Magdalena      | 2     |
| Última actualización: 5 de agosto de 2025. |                      |       |

Fuente: Dimayor

### Tripletes o más
| 1 de junio | Juan Bautista Farías | 2' 9' 37' | Atlético F. C. | 3 : 2 | Real Santander | [ 12 ] |